# Lecanora andrewii
Lecanora andrewii är en lavart som beskrevs av B. de Lesd. Lecanora andrewii ingår i släktet Lecanora och familjen Lecanoraceae.  Arten är reproducerande i Sverige. Inga underarter finns listade i Catalogue of Life.